# Wilhelm Titel

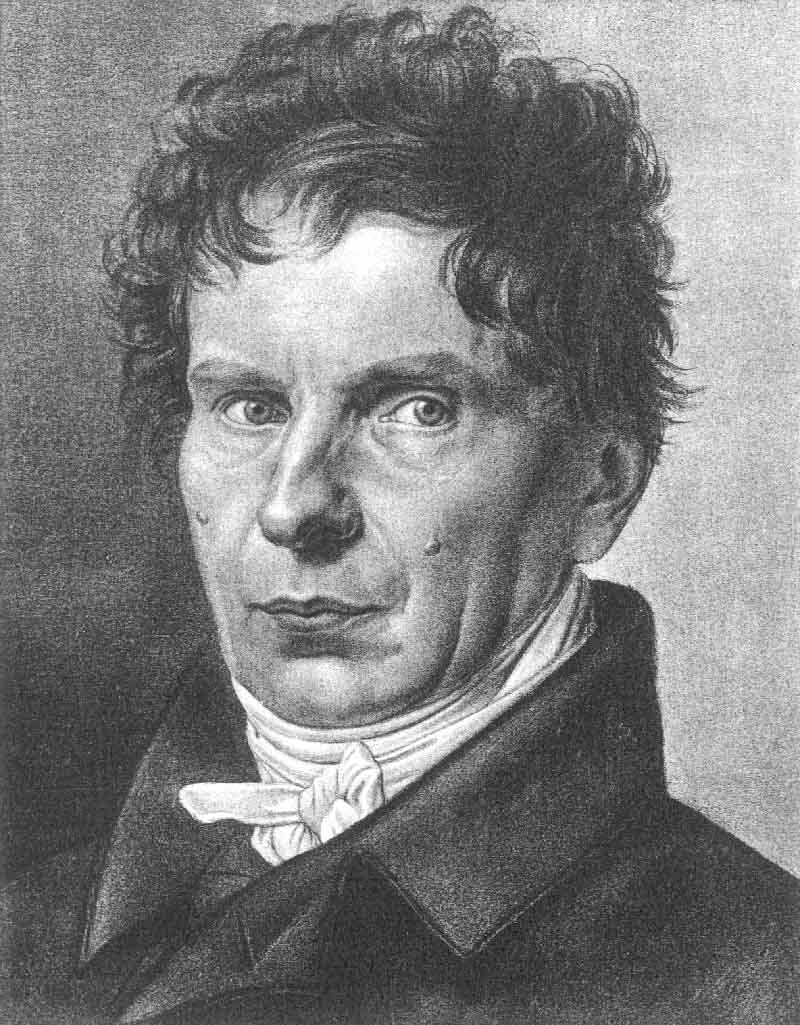
Wilhelm Titel

Bernhard Wilhelm Gotthilf Titel (* 16. Februar 1784 in Boltenhagen; † 24. März 1862 in Greifswald) war ein deutscher Landschafts- und Porträtmaler und akademischer Zeichenlehrer an der Universität Greifswald.

## Leben

### Kindheit und Jugend
Wilhelm Titel war das erste Kind des Pastors Friedrich Andreas Gotthilf Titel (* 23. Mai 1748 in Trieglaff; † 31. Mai 1819 in Boltenhagen) und dessen Ehefrau Christina Juliana Kellmann (* 11. Dezember 1758 in Wolgast; † 5. Februar 1834 in Boltenhagen). Er hatte zwei jüngere Schwestern.
1791 wurde er von seinem Vater zu einem Verwandten nach Stettin geschickt und dort mit dessen Kindern von einem Privatlehrer unterrichtet. In jener Zeit fertigte Titel erste Zeichnungen an. Er kehrte 1796 nach Boltenhagen zurück, erhielt gemeinsam mit seiner jüngeren Schwester weiteren Hausunterricht und beschäftigte sich in seinen freien Stunden mit dem Zeichnen.

### Studienzeit in Greifswald, Dresden und Wien
Im Herbst 1800 begann Titel ein Studium an der Universität Greifswald. Auf Wunsch seines Vaters sollte er Theologie studieren oder eine andere wissenschaftliche Laufbahn wählen. Titel studierte von Oktober 1800 bis September 1801 an der Philosophischen Fakultät und war für zwei Semester Student bei Johann Georg Peter Möller, der ihn als „vorzüglich fleißigen Zuhörer“ bezeichnete, bei Anders Hultén und Timotheus Christian Wilhelm Overkamp und ein Semester bei Johann Christoph Muhrbeck, Johann Ernst Parow und Johann Friedrich Droysen. Er hörte Vorlesungen zur Universalhistorie sowie zur Mathematik und Physik. Von März bis August 1801 besuchte er auch an der Medizinischen Fakultät Vorlesungen zur Anatomie bei Carl Asmund Rudolphi. Hauptsächlich aber nutzte Titel während dieses Greifswalder Studienjahres den Zeichenunterricht beim akademischen Zeichenlehrer Johann Gottfried Quistorp.
Nach Fürsprache Quistorps und Erlaubnis des Vaters erfuhr Titel seine Ausbildung ab Herbst 1801 an der Kunstakademie Dresden. Dort studierte zur gleichen Zeit auch Philipp Otto Runge. Nach einem einjährigen Aufenthalt in Dresden studierte Titel ab 1802 an der Kunstakademie Wien. In Wien blieb er dreieinhalb Jahre und wurde von dem französischen Maler René Theodore Berthou (1776–1859) stärker beeinflusst.
1805 kämpfte Titel auf österreichischer Seite gegen Napoleon.

### Aufenthalt in Italien
Titel erhielt von seinem Vater die Erlaubnis, zu Studienzwecken ein Jahr in Italien verbringen. Er blieb aber bis 1819 dort. Zunächst besuchte er den Maler Jakob Philipp Hackert in Florenz, bezog zwei Räume in Hackerts Haus und wurde dessen Schüler und Sekretär.
Nach dem Tod Hackerts benachrichtigte Titel am 9. Mai 1807 Johann Wolfgang von Goethe und übersandte ihm Hackerts biografische Manuskripte. Gleichzeitig bot er Goethe an, eine Kopie nach dem 1806 von François-Xavier Fabre gemalten Porträt Hackerts anzufertigen
An dieser Kopie arbeitete Titel im Juli 1807, beendete sie aber erst Anfang März 1808.
Während seines Aufenthaltes in Italien kopierte Titel antike Originale und Werke der italienischen Renaissance. Er hielt sich vorwiegend in Florenz und Rom auf, wo er von 1816 an lebte, aber auch in Venedig und Neapel und verkehrte mit Christian Daniel Rauch, Antonio Canova, Carl Vogel von Vogelstein und Bertel Thorvaldsen.

### Rückkehr nach Deutschland
Ende 1819 kehrte Titel nach dem Tod seines Vaters nach Vorpommern zurück und arbeitete zunächst in Stralsund als Bildnismaler. Dort heiratete er 1821 seine erste Frau Anna Caroline Mönnich. 1822 wurde seine Tochter Julia Dorothea Marianne geboren. Seine Frau verstarb nach kurzer Ehezeit.
In zweiter Ehe war Titel mit Anna Maria Hecht, verwitwete Grönlund, verheiratet. In dieser Ehe wurde seine zweite Tochter Anna Caroline Wilhelmine geboren.

### Tätigkeit an der Universität Greifswald
1826 wurde Titel als Nachfolger von Johann Gottfried Quistorp Universitätszeichenlehrer im Zeichensaal der Universität Greifswald, dem heutigen Caspar-David-Friedrich-Institut, und auch im Provinzial-Kalender für Neu-Vorpommern und das Fürstenthum Rügen 1826 erstmals als adjungirter Zeichenlehrer der Universität aufgeführt. Im Provinzial-Kalender für das Jahr 1831 und in allen Kalendern der Folgejahre wurde allerdings als Titels Eintrittsdatum in diese Stellung als Zeichenlehrer das Jahr 1824 vermerkt.
Im Sommersemester 1827 unterrichtete Titel drei Studierende, die zuvor bei Quistorp Schüler waren. Auch späterhin meldeten sich oft nur ein, zwei oder drei Studierende zum Unterricht, den Titel an zwei Tagen in der Woche mit jeweils zwei Nachmittagsstunden anbot. Dabei verwendete er auch die während seiner italienischen Zeit angefertigten Studien nach alten italienischen Meistern und viele seiner charakteristischen Porträts als Lehrmaterial.
In mehreren Semestern musste Titel vermerken, dass sich kein Studierender bei ihm gemeldet hätte oder dass die Studierenden nach einigen Wochen ausgeblieben wären. Bei einigen Zuhören hob Titel aber auch hervor, dass diese sehr fleißig waren und mit bestem Erfolg an seinem Unterricht teilgenommen hatten.
Aus den handschriftlich geführten Arbeitsverzeichnissen ist außerdem ersichtlich, dass sich Titel im Juni 1828 in Familienangelegenheiten in Stralsund aufhielt und dass ihm vom 2. Juni bis zum 3. Juli 1831 eine Vorlesungspause für eine Reise nach Berlin und Dresden bewilligt worden war.
1831 wurde Titel beauftragt, jährlich zwei Porträts Greifswalder Professoren zu malen.
1847 schenkte Titel seine Studiensammlung mit 143 Handzeichnungen der Universität Greifswald. Auch die Gipssammlung der Universität entstand auf seine Veranlassung.
Anfang des Jahres 1850 erkrankte Titel und konnte erst ab Herbst 1850 weiteren Unterricht im Zeichnen erteilen. Zu diesem Zeitpunkt beendete er auch die Reihe der von ihm 32 gemalten Professorenpoträts, die heute wieder im Konzilsaal der Universität Greifswald hängen. Daneben malte er auch norddeutsche Landschaften.
1851 wurde er zum Professor ernannt. Im gleichen Jahr verfasste einen Bericht über sein Leben und seine Ausbildung zum Künstler.
Im Frühjahr 1859 vermerkte er im Arbeitsverzeichnis: „Es hat sich kein Studierender bei mir gemeldet; ich bin auch krank seit drei Monaten.“ Nach dem Sommersemester 1859 notierte er: „Ich bin so weit wieder hergestellt, daß ich hoffe, meinen Unterricht im nächsten Semester fortsetzen zu können.“ Jedoch sind in den Arbeitsverzeichnissen der folgenden Semester keine weiteren Aufzeichnungen Wilhelm Titels enthalten.
Titel starb am 24. März 1862. Seine Grabstätte befindet sich auf dem Alten Friedhof in Greifswald.

## Werke (Auswahl)

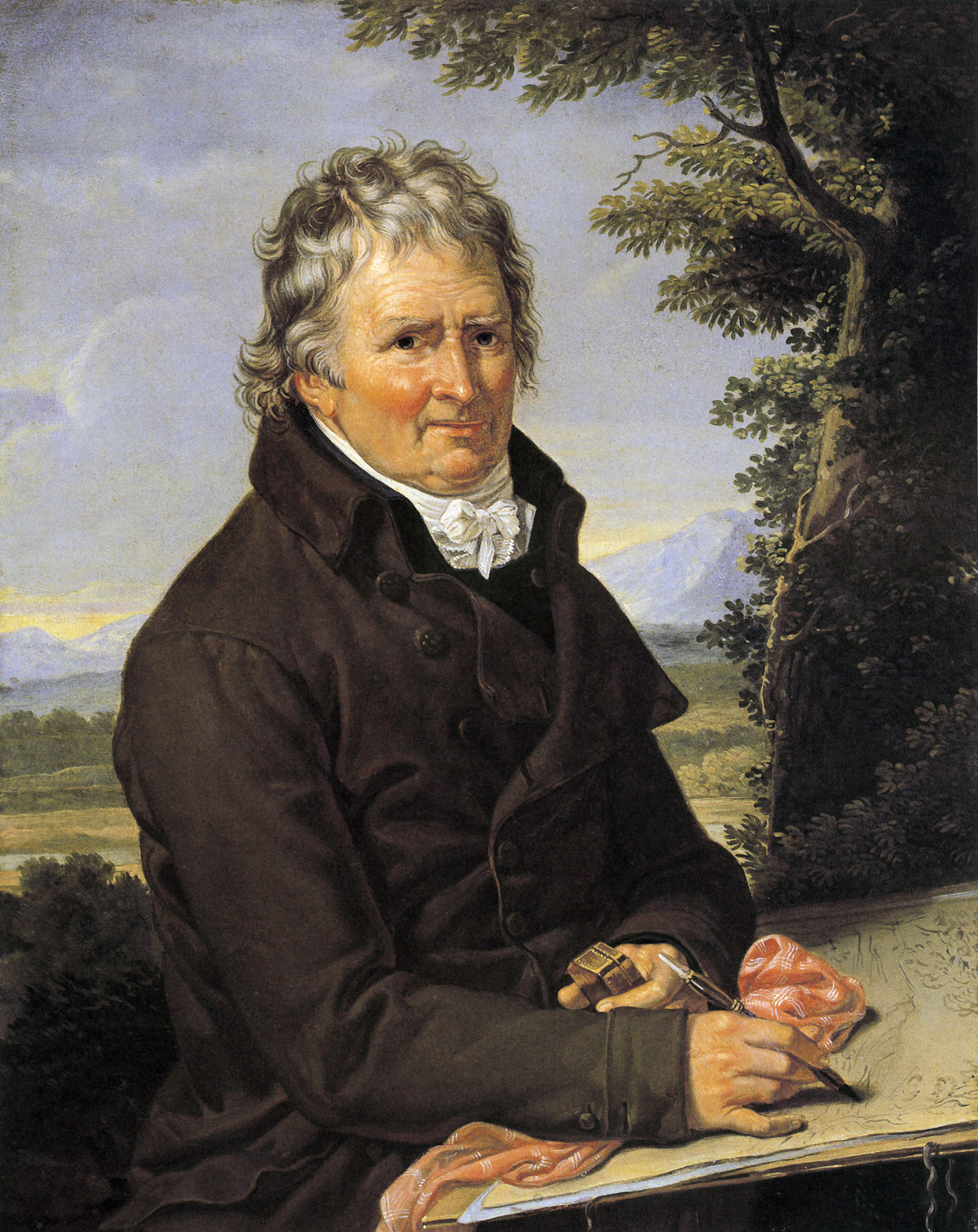
Bildnis des Malers Jakob Philipp Hackert beim Zeichnen im Freien

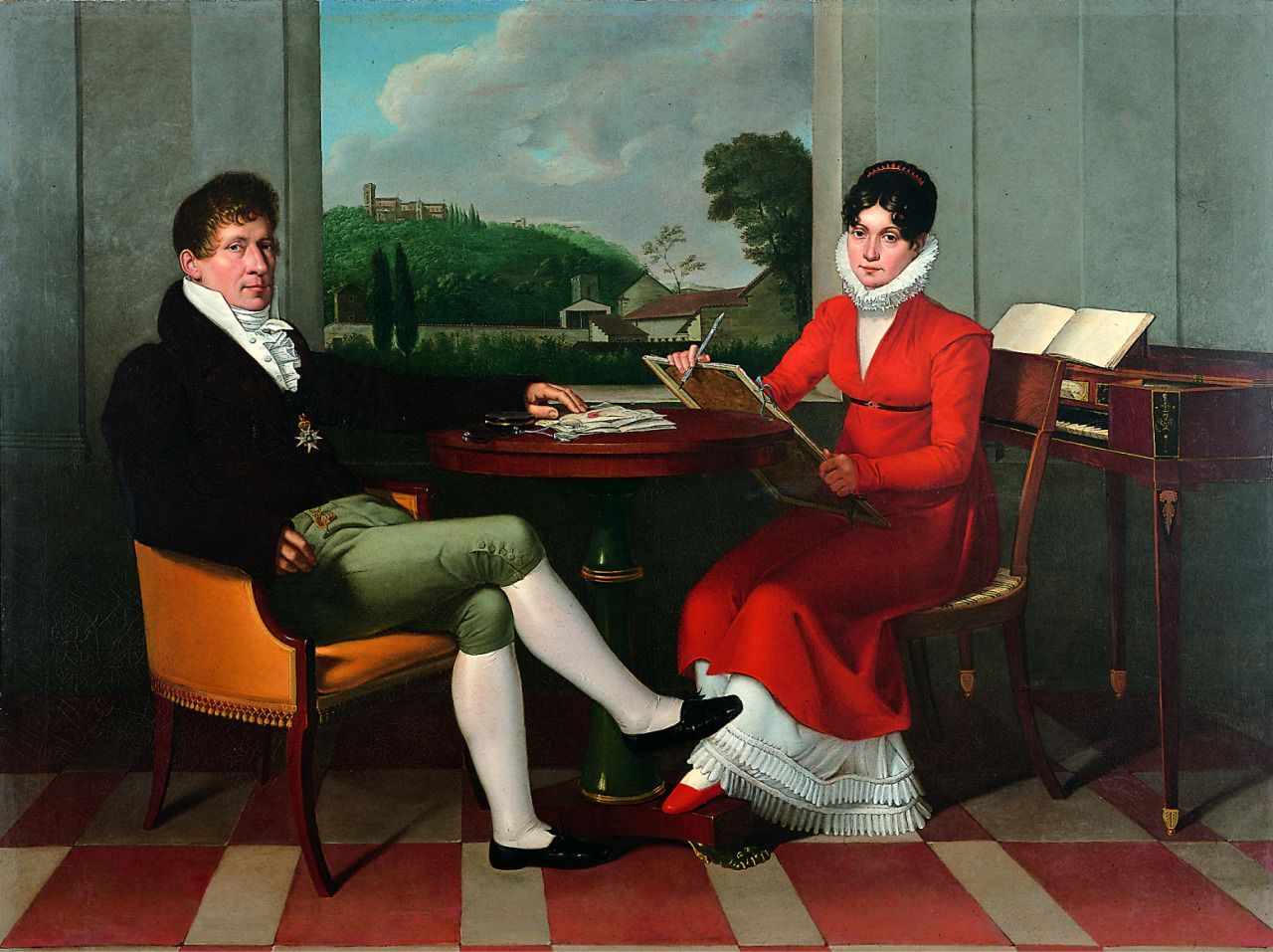
Doppelporträt des Komponisten Gaspare Spontini und seiner Ehefrau Céleste

- Der Maler Philipp Hackert, Porträtzeichnung (Dresden, Kupferstichkabinett), 1806, 56 cm × 41 cm, Bleistift auf Papier
- Bildnis Jakob Philipp Hackert (Düsseldorf, Goethe-Museum, Inv. Nr. KK 5019, Anton-und-Katharina-Kippenberg-Stiftung), 1806, 26,7 cm × 22,6 cm, Öl auf Leinwand (akg-images, AKG896513)
- Bildnis des Malers Jakob Philipp Hackert beim Zeichnen im Freien, nach einem Gemälde von François-Xavier Fabre (Hamburg, Kunsthalle, Inv. Nr. 1953), 1807/1808, 42 cm × 33,7 cm, Öl auf Pappe
- Maria Luisa von Bourbon mit ihren Kindern (Florenz, Segretariato Regionale del Ministero dei Beni Culturali di Firenze), 1807 (akg-images, AKG223391)
- Doppelporträt des Komponisten Gaspare Spontini und seiner Ehefrau Céleste (Greifswald, Pommersches Landesmuseum), 1813, 160 cm × 216 cm, Öl auf Leinwand
- Kirche und Pfarrhof Boltenhagen (Greifswald, Pommersches Landesmuseum), undatiert, 37 cm × 51 cm, Öl auf Leinwand
- Bildnis der Mutter (Stralsund, Privatbesitz), 1821, Öl
- Bildnis Marianne Titel (Greifswald, Pommersches Landesmuseum), 1830, 41,4 cm × 36,9 cm, Öl auf Leinwand (Bild online in Digitaler Bibliothek Mecklenburg-Vorpommern)
- Bildnis des Pastors M. Joh. Friedrich Pelts (Behrenhoff, Dorfkirche), 1848, Öl auf Leinwand

Weitere Werke, die sich in Museen und zum großen Teil in Privatbesitz befinden, sind im Deutschen Dokumentationszentrum für Kunstgeschichte (Bildarchiv Foto Marburg) enthalten und abrufbar.